# Suuri-Vasko och Pieni-Vasko
Suuri-Vasko och Pieni-Vasko är en ö i Finland. Den ligger i Finska viken och i kommunen Fredrikshamn i landskapet Kymmenedalen, i den södra delen av landet. Ön ligger omkring 28 kilometer öster om Kotka och omkring 140 kilometer öster om Helsingfors.
Öns area är 85,5 hektar och dess största längd är 1,5 kilometer i nord-sydlig riktning.

## Klimat
Inlandsklimat råder i trakten. Årsmedeltemperaturen i trakten är 1 °C. Den varmaste månaden är augusti, då medeltemperaturen är 12 °C, och den kallaste är maj, med −4 °C.